# Manliherica M1888
Manliherica M.88 ali Mannlicher M1888 (nemški vojaški naziv: Repetier-Gewehr M.88; repetirna puška M.88) je premovlečna repetirka, ki jo je razvil avstrijski izumitelj Ferdinand Mannlicher.

## Zgodovina
Po načinu delovanja je izredno podobna njeni predhodnici Mannlicher M1886, od katere se najbolj razlikuje po uporabi 8 mm naboja (namesto 11 mm), prav tako polnjenega s črnim smodnikom.
Kljub splošni uvedbi novejše manliherice M.95 je bilo ob izbruhu vojne leta 1914 s puško M.88 v avstro-ogrski vojski še vedno opremljenih 66% vojakov.
Manliherica M.88 je bila že ob uvedbi nekoliko za svojimi enačicami tistega časa, saj je za razliko od francoske puške Lebel M1886 in nemške Gewehr 1888, ki sta uporabljali naboja z brezdimnim smodnikom še vedno uporabljala naboj s črnim smodnikom. Ko je bil leta 1890 v Avstro-Ogrski uveden naboj M.90 polnjen z malodimnim smodnikom in leta 1893 še nekoliko močnejši M.93, ki je bil polnjen z brezdimnim smodnikom, zaklep puške M.88 ni več mogel poplnoma varno kljubovati pritiskom ob izstrelitvi teh nabojev.

## Različice
- M.88 - prvotna različica, imela je merke namenjene za naboj M.88 polnjen s črnim smodnikom.
- M.90 - izboljšana različica, proizvajali so jo z merki prilagojenimi naboju M.90, ki je bil polnjen z malodimnim smodnikom. Zaklepišče je nekoliko daljše in ojačano v primerjavi z M.88.

### Predelave
- M.88/90 - izboljšava prvotne različice, na merke sta bili dodani pločevinasti ploščici, ki sta omogočali natančnejše streljanje z močnejšim malodimnim nabojem (M.90).
- M.88/95 - puškam M.1888 in M.1890, ki so se jim obrabile cevi so jim te zamenjali. Pri tem so stare merke zamenjali s takimi, kot jih najdemo na puški Mannlicher M1895.
- M.88/18 - bolgarske karabinke, ki so jih ti predelali iz pušk M.88 in M.90. Cev je bila zamenjana s krajšo, zato je bila po dolžini primerljiva s karabinko Mannlicher M1890. Te predelave so redke.
- M.88/24 - predelave, ki so jih v Belgiji predelali z naboja 8×50 R Mannlicher na 7,92×57 Mauser. Kupec oz. naročnik ostaja neznan. Te predelave so redke.

## Uporabnice
- Avstro-Ogrska[2]
- Kraljevina Bolgarija: Med letoma 1890 in 1897 je iz Steyrja nakupila 140.004 pušk sistema M.88.[2]
- Brazilija[3]
- Češkoslovaška: Leta 1939 je bilo v arzenalu skupno 72.507 manliheric M.88 in njenih izpeljank.[4]
- Čile[5]: Čile je kupil skupno 200.000 manliheric M.86 in M.88,[6] od teh jih je bila več kot polovica tipa M.88.
- Ekvador[7]
- Kraljevina Grčija: Zajete od Bolgarije med drugo balkansko vojno. Dodatne so bile zasežene med prvo svetovno vojno od Bolgarije in Avstro-Ogrske.[8]
- Kraljevina Romunija: Tik pred začetkom druge balkanske vojne je od Avstro-Ogrske naročila okoli 60.000 manliheric tipa M.90 in M.95, ki jih je dodala v oborožitev k svoji glavni puški, romunski manliherici.[9]
- Rusko cesarstvo: Zajete od Avstro-Ogrske na vzhodni fronti.[10]
- Španska republika: Uporabljena v španski državljanski vojni.[11]
- Tajska[12]

- Makedonski revolucionarji: Med bojem za Makedonijo med letoma 1904 in 1908 je bila ta puška v uporabi s strani borcev raznih narodnosti, predvsem pa bolgarskih, saj jih je Bolgarija zalagala s puškami iz svojega arzenala.

## Galerija
- Skica mehanizma puške M.88
- Bolgarski vojaki merijo v sovražnikovo letalo (puške imajo dodan kopišček).
- Avstroogrska vojska v Karpatih leta 1914 ali 1915
- Bolgarski vojak na solunski fronti